# 凱瑟克基金
凱瑟克基金是香港認可的慈善機構，這基金是由約翰．凱瑟克爵士（Sir John Keswick）及其女兒美琪．凱瑟克（Maggie Keswick Jencks）於1979年創辦。
該基金現時是由一班專業人士及義工管理，秉承凱瑟克爵士和美琪的意願，資助香港及中國內地的社會福利。

## 背景
約翰．凱瑟克爵士在1952年至1956年期間出任怡和管理有限公司的主席，他長期在中國居住，對中國及人民有深厚的感情。他的遺願是回饋中國及人民。
凱瑟克爵士創立基金的目的，是向社會福利制度所忽略的範疇提供資助，例如精神病康復服務及資助一些計劃的經常性開支。凱瑟克爵士1982年逝世後，女兒美琪．凱瑟克秉承他的意願，致力支持香港及中國內地的社會福利計劃。她的童年曾居於香港，也和父親一樣熱愛中國文化。在她的管理下，基金逐步擴展項目的資助範圍。最後，她於1995年因癌病而逝世。

## 架構
基金現時由總監及執行委員會義務監管，並由總幹事協助。

| 聯席始創人 - 約翰．凱瑟克爵士（Sir John Keswick） - 美琪．凱瑟克（Maggie Keswick Jencks） 總監 - Mrs Clara Weatherall (主席) - 周永新教授 ，SBS，MBE，JP - Mrs Caroline Courtauld ，MBE - Miss Lily Jencks - Mr Simon Keswick - 林李靜文女士 ，SBS，OBE，JP | 總監及執行委員會成員 - Mrs Martha Keswick (執行委員會主席) - 陳德明女士 - 趙善焯先生 - Mrs Kathryn Greenberg - Mrs Stacey Hildebrandt - Mr Cosimo Jencks - Mrs Clare Keswick - 李建平先生 - Mrs Christina Nightingale - 邵在德先生 - 阮曾媛琪教授 ，BBS，JP 義務司庫 - 李國仕先生 總幹事 - 王玉芬女士 |

資料來源：凱瑟克基金：基金的成員

## 焦點項目
- Maggie's 癌症關顧中心
  - 該中心位於香港屯門醫院內，是怡和前主席約翰．凱瑟克爵士命名的凱瑟克基金支持成立，而中心名「Maggie」則為他的女兒的名字美琪．凱瑟克，她在生時曾患上乳癌，故希望其他患癌病人也能積極參與治療[1][2]。
  - 在凱瑟克基金及美琪凱瑟克癌症關顧中心基金有限公司的贊助下，成立香港第一間 Maggie's 癌症關顧中心，配合屯門醫院的癌症治療，提供一站式服務，協助癌症患者及親友能開懷面對患病對生活的影響[3]。
- 白普理寧養中心
  - 凱瑟克基金和善寧會成立香港第一間獨立寧養中心，位於沙田亞公角山路，在1992年正式啟用，為26名患有癌症的人士提供居所。該中心其後在1995年轉交醫院管理局管理。

## 近期資助的項目
香港項目
- 香港青年協會
  - 該協會推出「職橋–青年就業支援計劃」，向有學習障礙的15至24歲青年提供為期18個月的一站式就業支援，包括評估、技能培訓、實習及配對工作機會[4]。
- 龍耳
  - 該會推出「親職無障礙–聾人父母支援服務」計劃，為聾童家長提供各類支援服務，以增強家庭凝聚力並促進親子關係，例如推出《快快樂樂做父母》的手語育嬰指南，教導聾童家長正確照顧初生孩子的技巧。除了舉辦親子講座、工作坊、社交及康樂活動，受訓的義工將定期進行家訪並提供適當的支援。
  - 此外，該會為了協助聾人及弱聽人士尋找工作，會因應就業市場的人手需求和會員的興趣，開辦不同的培訓課程[5]。
- 藝術在醫院
- 香港明愛

| - 基督教家庭服務中心 - 贐明會 - 關愛之家 - 香港理工大學活齡學院 - 賽馬會長洲鮑思高青年營 - 童協基金會 - 新生精神康復會 - 聖公會聖匠堂長者地區中心 - 香港社區組織協會 - 善寧會 - 屯門醫院 | 中國項目 - 社會關愛中心 - 香港理工大學 ─ 應用社會科學系 |

## 過往資助的項目
受惠機構︰

| 兒童及青年 - 防止虐待兒童會 - 基督教青少年牧養團契 - 護苗基金 - 關愛之家 - 長洲鮑思高青年營 - 啟勵扶青會 - Theodora Foundation - 協青社 | 教育與研究 - 中國社會工作教育協會 (中國項目) - 香港中文大學 - 香港社會服務聯會 - 香港理工大學 ─ 應用社會科學系 (中國項目) - 利民會 - 約翰凱瑟克爵士獎學金 (中國項目) - 亞太區社會工作教育協會 - 英中協會 - 利民會 - 善寧會 | 安老服務 - 香港老年癡呆症協會 |

| 家庭及社區 - 願望成真基金 - 青鳥 - 藝術在醫院 - 香港亞洲歸主協會 - 基督教家庭服務中心 - 基督教青少年牧養團契 - 香港公教婚姻輔導會 - 香港家庭福利會 - 香港單親協會 - 好心組織有限公司 - 怡和親善大使 - 香港融樂會 - 雲南大學 (中國項目) | 善別及寧養 - 贐明會 - Project Care - 愛滋寧養服務協會 - 善寧會 | 復康及照顧 - 恆康互助社 - 工程及醫療義務工作協會 - 北京安定醫院 (中國項目) - 香港啟迪會 - 扶康會 - 廣州市揚愛特殊孩子家長俱樂部 (中國項目) - 協康會 - 匡智會 - 香港癌症基金會 - 香港唐氏綜合症協會 - 香港失明人互聯會 - 香港弱智人士家長聯會 - 中國弱智人士網絡 (中國項目) - 香港心理衛生會 - 利民會 - 屯門醫院 |

## 外部連結
- 凱瑟克基金官方網頁